# Cyrtandra fulvovillosa
Cyrtandra fulvovillosa là một loài thực vật có hoa trong họ Tai voi. Loài này được Rech. mô tả khoa học đầu tiên năm 1912.